# コンタクトジャグリング
コンタクトジャグリング（Contact Juggling）とは、物体を体から離さず意のままに動かすジャグリング（コンタクトは接触を意味する）の一分野であり、道具にはボールを使用することが多い。ボールを使用したジャグリング（ボールジャグリング）には他にもボールを空中に投げるトスジャグリングや、ボールを地面に叩きつけるバウンスジャグリングなどがあるが、トスジャグリングやバウンスジャグリングと比較するとコンタクトジャグリングの知名度はそれほど高くなかったが、ポップダンス、ロボットダンス、パントマイムなどにも応用され、2008-9年頃から徐々人気が出てくる。

## 技法

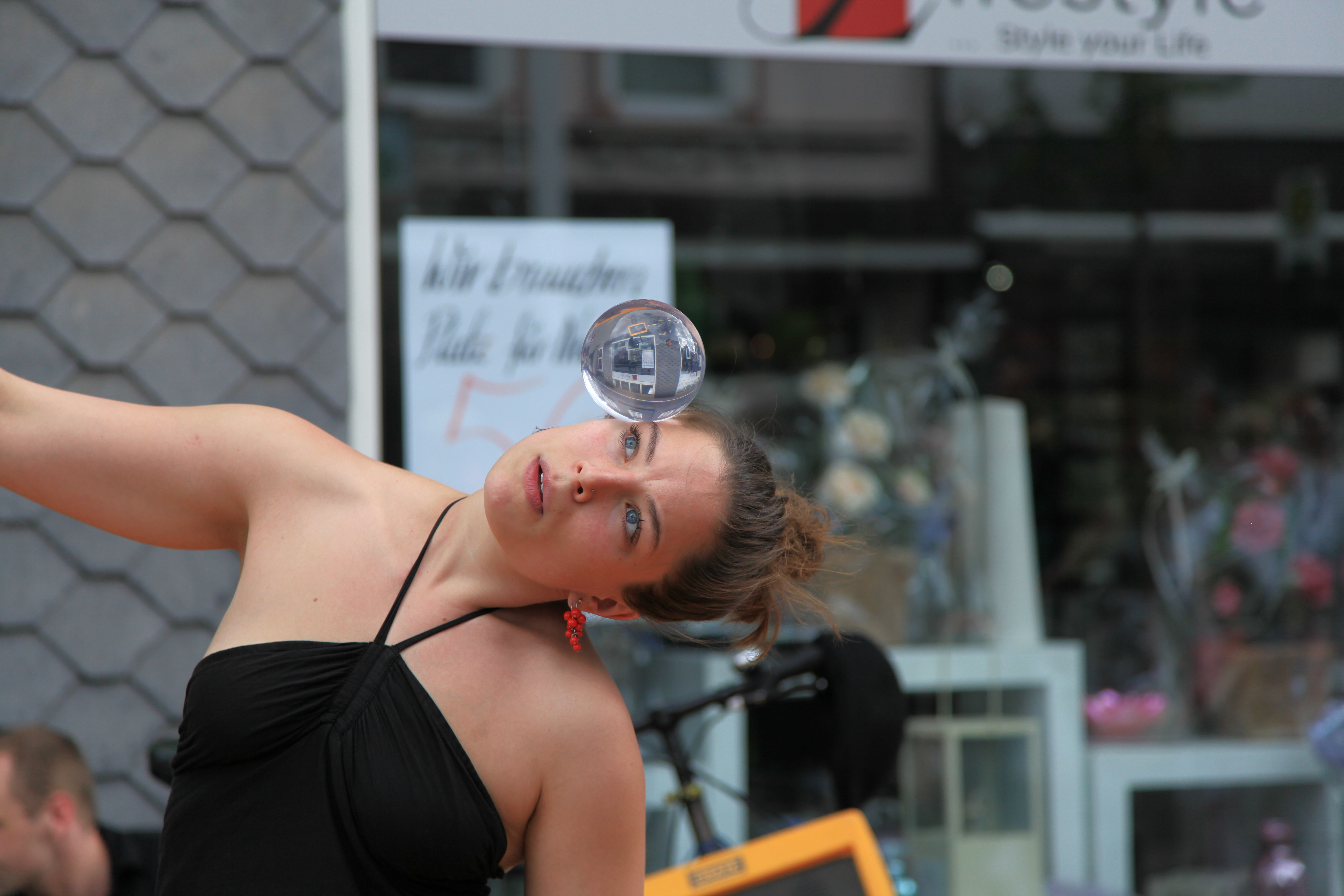
ヘッドロール

コンタクトジャグリングは主に三つの技法に分類される。
ボディロール （Bodyrolling）
1つもしくは2つ以上の道具（通常はボール）を、肉体から離さずに手や腕、体の上で転がしたり移動させたりする技法である。ボディロールには「ヘッドロール」や「バタフライ」も含まれる。
パームロール （Palmspinning）
2つ以上のボールを片手もしくは両手の掌の中で互いに触れ合わせることなく転がす技法である。時には片方の手からもう一方の手にボールを流動的に移動させることもある。ほとんどの場合、ボールを空中に離すことはない。
アイソレーション （Isolationism）
通常1つの道具を使い、あたかもその道具が空中に浮いたり固定されているかのように見せる技法である。時に演者は道具の周りを歩いたりパントマイムを行う場合がある。

## コンタクトジャグリングの道具
コンタクトボール
コンタクトジャグリング用のボール。ステージボールやリジッドボールなどに分かれる。
クリスタルボール
水晶玉パフォーマンスとして使われる。おそらく一般的にテレビ等で紹介され広まっているもの。パフォーマンス向けにUV加工したものなどがある。
コンタクトキューブ
アクリル製の立方体。角があるためアイソレーションは出来るが、ボディーロールには向いていない。球体に比べ使い勝手が悪いため、あまり広まっていない。
エイトリング
リングを繋げて八の字にした物。1つのリングを空中に固定したように回すことでアイソレーションをする。2枚技が多い。

## 備考
2011年10月15日にバンダイからFUSHIGI BALL(フシギボール)が発売されるが、これはコンタクトジャグリングの一部といえる。